# Isla Corazón
Isla Corazón es una isla de manglares, con una forma natural que se asemeja a la de un corazón, que posee más de 50 hectáreas de superficie y está situada en el estuario del río Chone de la ciudad de "Bahía de Caráquez", en la costera provincia de Manabí en Ecuador.
La isla es desierta y constituye un sitio de anidación para una de las mayores colonias de fragatas en el Océano Pacífico, junto con una serie de otras especies de aves. La isla se amplió gracias a los esfuerzos de restauración de manglares de los pescadores locales y fue nombrada Refugio Nacional de Vida Silvestre poco después. Este grupo de pescadores comenzaron tours o recorridos a Isla Corazón y ahora realizan los viajes en canoa a través del ecosistema de manglar, con salida desde el Puerto Portovelo, justo arriba de la carretera del cantón San Vicente.